# Сент Лоренс (острво)
Сент Лоренс (енгл. St. Lawrence Island) је острво САД које припада савезној држави Аљасци. Површина острва износи 5135 ². Према попису из 2000. на острву су живела 1292 становника.